# Grand Prix automobile d'Espagne 1977
Résultats du Grand Prix d'Espagne 1977, couru sur le circuit de Jamara le 8 mai 1977.

## Classement
| Pos  | N° | Pilote             | Écurie             | Tours | Temps/Abandon          | Grille | Points |
| ---- | -- | ------------------ | ------------------ | ----- | ---------------------- | ------ | ------ |
| 1    | 5  | Mario Andretti     | Lotus-Ford         | 75    | 1 h 42 min 52 s 22     | 1      | 9      |
| 2    | 12 | Carlos Reutemann   | Ferrari            | 75    | +15 s 85               | 4      | 6      |
| 3    | 20 | Jody Scheckter     | Wolf-Ford          | 75    | +24 s 51               | 5      | 4      |
| 4    | 2  | Jochen Mass        | McLaren-Ford       | 75    | +24 s 87               | 9      | 3      |
| 5    | 6  | Gunnar Nilsson     | Lotus-Ford         | 75    | +1 min 05 s 83         | 12     | 2      |
| 6    | 8  | Hans-Joachim Stuck | Brabham-Alfa Romeo | 74    | + 1 tour               | 13     | 1      |
| 7    | 26 | Jacques Laffite    | Ligier-Matra       | 74    | + 1 tour               | 2      |        |
| 8    | 3  | Ronnie Peterson    | Tyrrell-Ford       | 74    | + 1 tour               | 15     |        |
| 9    | 18 | Hans Binder        | Surtees-Ford       | 73    | + 2 tours              | 20     |        |
| 10   | 30 | Brett Lunger       | March-Ford         | 72    | + 3 tours              | 28     |        |
| 11   | 10 | Ian Scheckter      | March-Ford         | 72    | + 3 tours              | 17     |        |
| 12   | 27 | Patrick Nève       | March-Ford         | 71    | + 4 tours              | 22     |        |
| 13   | 36 | Emilio de Villota  | McLaren-Ford       | 70    | + 5 tours              | 23     |        |
| 14   | 28 | Emerson Fittipaldi | Copersucar-Ford    | 70    | + 5 tours              | 19     |        |
| Abd. | 7  | John Watson        | Brabham-Alfa Romeo | 64    | Distribution d'essence | 6      |        |
| Abd. | 17 | Alan Jones         | Shadow-Ford        | 56    | Accident               | 14     |        |
| Abd. | 24 | Rupert Keegan      | Hesketh-Ford       | 32    | Accident               | 16     |        |
| Abd. | 25 | Harald Ertl        | Hesketh-Ford       | 29    | Radiateur              | 10     |        |
| Abd. | 16 | Renzo Zorzi        | Shadow-Ford        | 25    | Moteur                 | 24     |        |
| Abd. | 37 | Arturo Merzario    | March-Ford         | 16    | Suspension             | 21     |        |
| Abd. | 4  | Patrick Depailler  | Tyrrell-Ford       | 12    | Moteur                 | 10     |        |
| Abd. | 1  | James Hunt         | McLaren-Ford       | 10    | Moteur                 | 7      |        |
| Abd. | 22 | Clay Regazzoni     | Ensign-Ford        | 9     | Accident               | 8      |        |
| Abd. | 19 | Vittorio Brambilla | Surtees-Ford       | 9     | Accident               | 11     |        |
| Abd. | 11 | Niki Lauda         | Ferrari            | 0     | Blessure               | 3      |        |
| Nq.  | 34 | Jean-Pierre Jarier | Penske-Ford        |       | Non qualifié           |        |        |
| Nq.  | 9  | Alex Ribeiro       | March-Ford         |       | Non qualifié           |        |        |
| Nq.  | 33 | Boy Hayje          | March-Ford         |       | Non qualifié           |        |        |
| Nq.  | 38 | Brian Henton       | March-Ford         |       | Non qualifié           |        |        |
| Nq.  | 31 | David Purley       | LEC-Ford           |       | Non qualifié           |        |        |
| Nq.  | 35 | Conny Andersson    | BRM                |       | Non qualifié           |        |        |

Légende :
- Abd.=Abandon

## Pole position et record du tour
- Pole position : Mario Andretti en 1 min 18 s 70 (vitesse moyenne : 155,710 km/h).
- Tour le plus rapide : Jacques Laffite en 1 min 20 s 81 au 5e tour (vitesse moyenne : 151,645 km/h).

## Tours en tête
- Mario Andretti : 75 (1-75)

## À noter
- 4e victoire pour Mario Andretti.
- 60e victoire pour Lotus en tant que constructeur.
- 99e victoire pour Ford Cosworth en tant que motoriste.